# 受胎告知 (ファン・エイク、マドリード)
『受胎告知』（じゅたいこくち、西: Anunciación、 英: Annunciation）、または『受胎告知の二連祭壇画』（じゅたいこくちのにれんさいだんが、英: Diptych of The Annunciation）は、初期フランドル派の巨匠ヤン・ファン・エイクが板上にグリザイユ描法で制作した油彩画である。美術史家は、制作年を1434年と1436年の間としている。2枚 (それぞれ、縦39センチ、横24センチ) の板絵は合わせると、『ドレスデンの祭壇画』 (1437年、アルテ・マイスター絵画館) の外面と同じように『受胎告知』の場面を構成することになる。作品は、マドリードのティッセン＝ボルネミッサ美術館に所蔵されている。

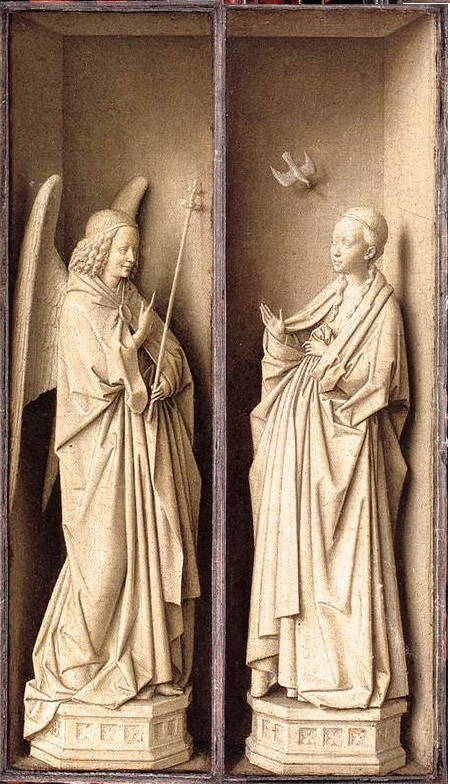
『ドレスデンの祭壇画』 (アルテ・マイスター絵画館) の両翼パネル外面

## 作品
本作の人物像と図像は、1432年に完成したヤン・ファン・エイクの『ヘントの祭壇画』 (聖バーフ大聖堂、ヘント) の外翼の人物像と図像に非常によく類似している。しかしながら、本作の比較的小さなサイズは、公的な礼拝用ではなく個人的な礼拝用のものであったことを示唆する。一見、外翼パネルのような印象を与えるが、裏側に絵画が描かれていた形跡はなく、例外的にこの形で二連祭壇画の内面を構成していたものとみられる。
左翼パネルには大天使ガブリエル、右翼パネルには聖母マリアが描かれており、2人とも白い衣服を纏っている。2人の人物像は、配置されている部屋に比べて不釣り合いなほど大きい。美術史家たちは、これは、聖人たち、とりわけ聖母を周囲の環境よりずっと大きく表す国際ゴシック様式と、ビザンチン美術のイコンの伝統に連なるものであると合意している。聖母とガブリエルは、彫刻を施され、銘文が記された台座 とアーキトレーブの上にのっている。強烈な光線が人物の占める空間に注がれ、彼らの重厚な衣服の襞を強調している。 聖母は、典型的な彼女のアトリビュート (人物を特定化する事物) である『聖書』を持っており、純潔性と聖霊を表すハトが彼女の頭上を舞っている。劇的な設定と黒い大理石の背景にもかかわらず、人物像は北方ルネサンスの自然主義的なポーズと非常に人間的な仕草を与えられている。
この二連祭壇画は非常にトロンプ・ルイユ (だまし絵) 的な作品である。支配的な色彩は白と黒の様々な色調であり、生きている彫像であるかのような感覚を生み出す石像を模している。彫像は磨き抜かれた大理石を背景に立っており、そのため彫像の後ろ姿は鏡のような大理石の表面に映っている。
描かれている額縁と繰形 (くりがた) は最初期のトロンプ・ルイユの例で、口語の銘文がある、銘文はガブリエルと聖母の言葉 (「ルカによる福音書」1:26-38による) である。ガブリエルの銘文は、「恵まれた女よ、おめでとう、主があなたと共におられます」というもので、聖母の銘文は、「わたしは主のはしためです。お言葉どおりこの身に成りますように」というものである。
ファン・エイクに帰属される作品として、本作は画家の非常に初期のものであり、おそらく三連祭壇画の外翼パネルとして制作された。ナショナル・ギャラリー (ワシントン) にある『受胎告知』は本作よりずっと完成された仕上げとなっており、おそらく単独の作品として意図されたものであろう。